# Arthur Wallis Myers
Arthur Wallis Myers CBE (24 de julio de 1878 - 17 de junio de 1939) fue un corresponsal de tenis, editor, autor y jugador inglés. Fue uno de los principales periodistas de tenis de la primera mitad del siglo XX.

## Vida familiar
Myers era hijo del reverendo John Brown Myers, secretario de la Sociedad Misionera Bautista, y Agnes Traphena (de soltera Nutter). Asistió a la Watford Endowed School y a The Leys School en Cambridge.
En 1900, Myers se casó con Lilian Gentry, hija del capitán George Gentry, de Maldon, Essex. La pareja tuvo siete hijos, la menor de los cuales, Prue, escribió un homenaje a su padre titulado "A. Wallis Myers: A testament to tennis".

## Carrera como jugador
Era un ávido jugador de tenis y participó principalmente en competiciones de dobles amateur. En abril de 1906 ganó el título de dobles junto con el neozelandés Anthony Wilding en el Campeonato de Barcelona. También ganó el campeonato de dobles de Monte Carlo en 1910 y 1921.
En la competencia de dobles mixtos, Myers compitió en Monte Carlo en 1909 y luego en el Campeonato Mundial de Pista Dura de 1914 con Phyllis Satterthwaite, llegando a las semifinales. También se unió a Molla Bjurstedt Mallory para el torneo de Monte Carlo de 1923.
También en 1923 ganó el título de dobles en el Campeonato del Sur de Francia. Fue el capitán de equipos de tenis británicos en giras por Europa, Sudáfrica e India.

## Periodismo
Myers fue editor del Ayers Lawn Tennis Almanack desde 1908. Al año siguiente comenzó a trabajar como corresponsal de tenis en The Daily Telegraph, puesto que ocupó hasta su muerte en 1939. También fue editor de tenis de The Field y escribió varios libros sobre tenis, incluyendo una biografía del cuatro veces campeón de Wimbledon, Anthony Wilding, quien murió en la Primera Guerra Mundial. Durante esa guerra, Myers sirvió en el Ministerio de Información.
En 1924 fundó el International Lawn Tennis Club of Great Britain junto con Lord Balfour, ex primer ministro y más tarde miembro del gabinete, como su primer presidente.

## Honores
Myers fue nombrado Comandante de la Orden del Imperio Británico (CBE) en los Honores de Año Nuevo de 1920, el 30 de marzo de 1920, por su trabajo en el Ministerio de Información.
Fue nombrado Caballero de la Legión de Honor por el presidente francés Paul Doumer el 29 de abril de 1932 por su servicio al tenis.